# R and G (Rhythm and Gangsta): The Masterpiece
Albums de Snoop Dogg
The Hard Way
(2004) Tha Blue Carpet Treatment
(2006)
Singles
1. Drop It Like It's Hot
Sortie : 12 février 2004
2. Let's Get Blown
Sortie : 15 avril 2004
3. Signs
Sortie : 20 janvier 2005
4. Ups & Downs
Sortie : 15 août 2005

R and G (Rhythm and Gangsta): The Masterpiece est le septième album studio de Snoop Dogg, sorti en 2004.
L'album s'est classé 4e au Top R&B/Hip-Hop Albums et 6e au Billboard 200 et a été certifié disque de platine par la Recording Industry Association of America (RIAA) le 17 décembre 2004.
Il contient des tubes comme Let's Get Blown, Signs ou encore Drop It Like It's Hot.

## Liste des titres
| No  | Titre                                                                            | Auteur                                                         | Contient un (des) sample(s) de                                                                                                   | Durée |
| --- | -------------------------------------------------------------------------------- | -------------------------------------------------------------- | --- | ----- |
| 1.  | I Love to Give You Light (Intro) (Produit par The Alchemist)                     | Calvin Broadus, Priest Brooks, Alan Maman                      | I Come That You Might Have Life des Andrae Crouch Singers The Greatest Love of All d'Eddie Murphy                                | 2:38  |
| 2.  | Bang Out (Produit par J.R. Rotem)                                                | Broadus, Jasmin Lopez, Jonathan Rotem                          | | 3:05  |
| 3.  | Drop It Like It's Hot (featuring Pharrell Williams – Produit par The Neptunes)   | Broadus, Chad Hugo, Pharrell Williams                          | | 4:26  |
| 4.  | Can I Get a Flicc Witchu (featuring Bootsy Collins – Produit par Josef Leimberg) | Broadus, William Collins, Josef Leimberg                       | One for the Treble (Fresh) de Davy DMX                                                                                           | 5:24  |
| 5.  | Ups & Downs (featuring les Bee Gees – Produit par Warryn Campbell)               | Broadus, Warryn Campbell, Barry Gibb, Maurice Gibb, Robin Gibb | Love You Inside Out des Bee Gees                                                                                                 | 4:04  |
| 6.  | The Bidness (Produit par Soopafly)                                               | Broadus, Hurby Azor, Brooks, J.K. Simmons                      | Think (About It) de Lyn Collins Runnin' d'Edwin Starr Cinderfella Dana Dane de Dana Dane Richard Pryor Dialogue de Richard Pryor | 3:28  |
| 7.  | Snoop D.O. Double G (Produit par Sha Money XL et Black Jeruz)                    | Broadus, Michael Clervoix                                      | | 4:01  |
| 8.  | Let's Get Blown (featuring Pharrell Williams – Produit par The Neptunes)         | Broadus, Steve Arrington, Hugo, Williams                       | Watching You de Slave | 4:41  |
| 9.  | Step Yo Game Up (featuring Lil Jon et Trina – Produit par Lil Jon)               | Broadus, James Smith, Jonathan Smith, Katrina Taylor           | | 4:24  |
| 10. | Perfect (featuring Charlie Wilson – Produit par The Neptunes)                    | Broadus, Hugo, Williams, Charlie Wilson                        | Smooth Operator de Sade | 5:51  |
| 11. | WBALLZ (Skit) (Produit par Snoop Dogg)                                           | Broadus                                                        | | 0:21  |
| 12. | Fresh Pair of Panties On (Produit par Ole Folks)                                 | Broadus, J.A. Black, Terrace Martin                            | | 2:31  |
| 13. | Promise I (Produit par Mr. Porter)                                               | Broadus, Latonya Givens, Denaun Porter                         | Ecstasy des Ohio Players | 3:17  |
| 14. | Oh No (featuring 50 Cent – Produit par Ron Browz et Sha Money XL)                | Broadus, Clervoix, Curtis Jackson, Rondell Turner              | | 4:03  |
| 15. | Can U Control Yo Hoe (featuring Soopafly – Produit par L.T. Hutton)              | Broadus, Brooks, Lenton Hutton                                 | | 3:08  |
| 16. | Signs (featuring Justin Timberlake et Charlie Wilson – Produit par The Neptunes) | Broadus, Hugo, Justin Timberlake, Williams, Wilson             | | 3:56  |
| 17. | I'm Threw Witchu (featuring Soopafly – Produit par Warryn Campbell)              | Broadus, Brooks, Campell                                       | | 4:21  |
| 18. | Pass It Pass It (Produit par The Neptunes)                                       | Broadus, Hugo, Williams                                        | You're a Customer d'EPMD | 4:23  |
| 19. | Girl Like U (featuring Nelly – Produit par L.T. Hutton)                          | Broadus, Cornell Haynes, Hutton                                | | 4:36  |
| 20. | No Thang on Me (featuring Bootsy Collins – Produit par Hi-Tek)                   | Broadus, Collins, Tony Cottrell                                | No Thing on Me (Cocaine Song) de Curtis Mayfield All Around the World de Lisa Stansfield                                         | 4:41  |